# Craterul Boxhole

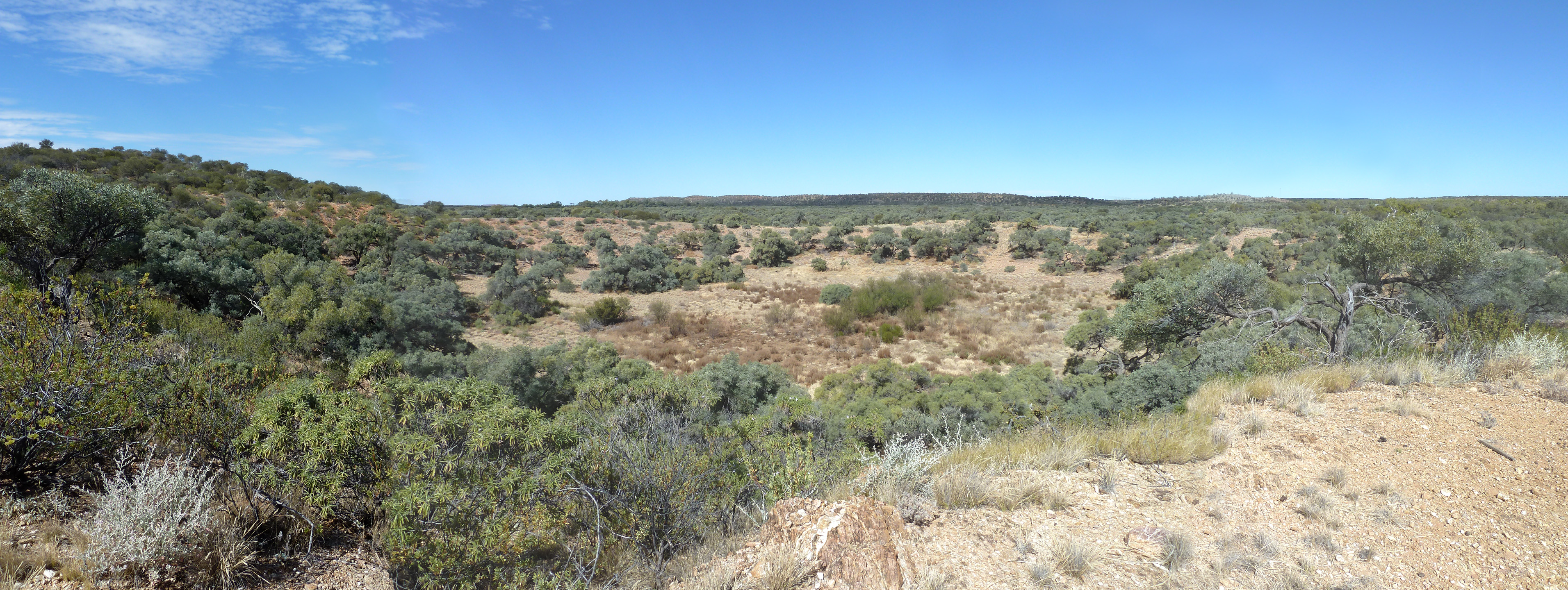
Craterul Boxhole, iulie 2011

Boxhole este un crater de impact meteoritic în Teritoriul de Nord, Australia. Este situat la aproximativ 180 km nord-est de Alice Springs.

## Date generale
Are 170 m în diametru și are vârsta estimată la  5,400 ± 1,500 ani, conform datărilor cu C14 (Holocen). Craterul este expus la suprafață.